# Dipartimento di Pilagás
Pilagás è un dipartimento argentino, situato nella parte occidentale della provincia di Formosa, con capoluogo El Espinillo.
Esso confina a nord con la repubblica del Paraguay, a est con il Pilcomayo, a sud con il Pirané e a ovest con il dipartimento di Patiño.
Secondo il censimento del 2001, su un territorio di 3.041 km², la popolazione ammontava a 17.523 abitanti, con un aumento demografico dello 0,83% rispetto al censimento del 1991.
Municipi del dipartimento sono:
- Buena Vista
- El Espinillo
- Laguna de Gallo
- Misión Tacaaglé
- Portón Negro
- Tres Lagunas